# Armindo Ferreira
Armindo Ferreira, né le 31 janvier 1976 à Niort, est un footballeur français reconverti entraîneur.

## Biographie
Armindo Ferreira commence sa carrière dans sa ville natale, à Niort. D'abord au centre de formation puis avec l'équipe professionnelle des Chamois niortais à 18 ans. Il y joue plus de 150 matchs en D2. En 1997 il fait partie d'une sélection Espoirs "Bis" qui dispute les Jeux Méditerranéens. Il s'engage avec La Berrichonne de Châteauroux de 1999 à 2007 où il prend part à environ 250 matchs. Malgré deux ou trois propositions pour quitter le club, il n’éprouve jamais le souhait de partir. Un total qui serait de 400 matchs en L2 avec 36 buts marqués en championnat.
Il fait partie de l'épopée du club durant la Coupe de France 2003-2004 et est titulaire lors de la finale perdue 1-0 face au Paris SG.
Il arrête sa carrière après un problème de genou à 30 ans et a la possibilité de rester au club et de passer mes diplômes d'entraîneur. Il les obtient avec l'aide de Frédéric Zago, directeur du centre de formation à l'époque, qui est son tuteur pendant deux ans et qui lui confie la pré-formation (collégiens d'entre 12 et 15 ans), il en est responsable depuis 2010. Avec lui il y a 6 éducateurs et un entraîneur de gardiens. Son objectif est de « sortir » des jeunes du département et de les emmener jusqu'au centre de formation. Il est aussi présent en sport-études au collège Romain-Rolland.
En 2012, Armindo Ferreira prend en main l'équipe U19 de la « Berri ». Il mène l'équipe à la 2e place dans la poule C de leur championnat de U19 National derrière les jeunes du FC Nantes réputé pour sa formation. En Coupe Gambardella, les bleus rouges éliminent le Tours FC, Vannes-Minimur, le RC Lens. Ils sont éliminés en huitièmes de finale par ces mêmes nantais.
En octobre 2024, il est nommé entraîneur par interim pour le match de National 1 contre le FC Versailles (0-1), avant de devenir l'adjoint de Cris, tout en conservant son poste de directeur de la formation de la Berrichonne de Châteauroux.

## Palmarès
| Chamois niortais | Berrichonne de Châteauroux                                                                                                  |
| --- | --- |
| - Division 3 - Vainqueur du groupe centre-ouest en 1992 - Coupe de France - Quart de finaliste en 1991 - Coupe de la Ligue - Demi-finaliste en 2001 - Coupe d'été - Finaliste en 1991 | - Coupe de l'UEFA - 1er tour en 2005 - Coupe de France - Finaliste en 2004 - Coupe de la Ligue - Quart-de-finaliste en 2001 |

## Statistiques
Le tableau ci-dessous présente les statistiques d'Armindo Ferreira en tant que joueur professionnel,,.
| Saison                | Club                  | Championnat           | Championnat | Championnat | Coupe nationale | Coupe nationale | Coupe de la Ligue | Coupe de la Ligue | Compétition(s) continentale(s) | Compétition(s) continentale(s) | Compétition(s) continentale(s) | Total | Total |
| Saison                | Club                  | Division              | M.          | B.          | M.              | B.              | M.                | B.                | Comp.                          | M.                             | B.                             | M.    | B.    |
| 1992-1993             | Chamois niortais      | D2                    | 1           | 0           | -               | -               | -                 | -                 | -                              | -                              | -                              | 1     | 0     |
| 1993-1994             | Chamois niortais      | D2                    | 0           | 0           | -               | -               | -                 | -                 | -                              | -                              | -                              | 0     | 0     |
| 1994-1995             | Chamois niortais      | D2                    | 13          | 1           | -               | -               | -                 | -                 | -                              | -                              | -                              | 13    | 1     |
| 1995-1996             | Chamois niortais      | D2                    | 39          | 1           | 2               | 0               | 3                 | 0                 | -                              | -                              | -                              | 44    | 1     |
| 1996-1997             | Chamois niortais      | D2                    | 40          | 9           | 3               | 1               | 2                 | 0                 | -                              | -                              | -                              | 45    | 10    |
| 1997-1998             | Chamois niortais      | D2                    | 34          | 2           | 1               | 0               | 3                 | 0                 | -                              | -                              | -                              | 38    | 2     |
| 1998-1999             | Chamois niortais      | D2                    | 37          | 3           | 1               | 0               | 2                 | 0                 | -                              | -                              | -                              | 40    | 3     |
| Sous-total            | Sous-total            | Sous-total            | 164         | 16          | 7               | 1               | 10                | 0                 | -                              | -                              | -                              | 181   | 17    |
| 1999-2000             | LB Châteauroux        | D2                    | 30          | 3           | 1               | 0               | 2                 | 0                 | -                              | -                              | -                              | 33    | 3     |
| 2000-2001             | LB Châteauroux        | D2                    | 36          | 5           | 3               | 0               | 4                 | 2                 | -                              | -                              | -                              | 43    | 7     |
| 2001-2002             | LB Châteauroux        | D2                    | 35          | 6           | 3               | 0               | 2                 | 0                 | -                              | -                              | -                              | 40    | 6     |
| 2002-2003             | LB Châteauroux        | Ligue 2               | 36          | 2           | -               | -               | 1                 | 0                 | -                              | -                              | -                              | 37    | 2     |
| 2003-2004             | LB Châteauroux        | Ligue 2               | 27          | 2           | 6               | 0               | 1                 | 0                 | -                              | -                              | -                              | 34    | 2     |
| 2004-2005             | LB Châteauroux        | Ligue 2               | 34          | 0           | -               | -               | 1                 | 0                 | C3                             | 1                              | 0                              | 36    | 0     |
| 2005-2006             | LB Châteauroux        | Ligue 2               | 31          | 2           | 2               | 0               | 2                 | 0                 | -                              | -                              | -                              | 35    | 2     |
| 2006-2007             | LB Châteauroux        | Ligue 2               | 10          | 1           | 2               | 0               | 1                 | 0                 | -                              | -                              | -                              | 13    | 1     |
| Sous-total            | Sous-total            | Sous-total            | 239         | 21          | 17              | 0               | 14                | 2                 | -                              | 1                              | 0                              | 271   | 23    |
| Total sur la carrière | Total sur la carrière | Total sur la carrière | 403         | 37          | 24              | 1               | 24                | 2                 | -                              | 1                              | 0                              | 452   | 40    |